# Třísloviny
Třísloviny (taniny) jsou sekundární metabolity rostlin patřící do skupiny polyfenolických látek, jejich molekulární hmotnost je v rozmezí 500–3000 g/mol. I přes svoji velkou molekulární hmotnost jsou rozpustné ve vodě. Fenolové skupiny tříslovin tvoří s bílkovinami nerozpustné komplexy. Třísloviny jsou hojně zastoupeny ve dvouděložných rostlinách čeledi růžovitých, bobovitých, rdesnovitých, vrbovitých, bukovitých, v jejich kořenech, listech, kůře a plodech. Zastoupení tříslovin v jednotlivých rostlinách se ovšem liší. Ve velké míře se nachází v kůře stromů, kde působí jako ochranná bariéra proti mikroorganismům. Předpokládá se, že zvýšená tvorba tříslovin v rostlině je způsob ochrany před infekcí, hmyzem a býložravci. Trpká, svíravá chuť je v dutině ústní dána interakcí proteinů slin s fenolovými sloučeninami. Trpkost je v ústech po konzumaci červeného vína, černého a zeleného čaje nebo nezralého ovoce, tedy potravin a nápojů obsahujících třísloviny, vnímána jako sucho a drsný pocit na jazyku.

## Rozdělení
Definovat třísloviny není jednoduché, Bate-Smith a Swin definují třísloviny jako přírodní rostlinné výtažky. Jsou to fenolické sloučeniny ve vodě rozpustné, s molární hmotností v rozmezí 300–3000. Obvykle prokazují fenolické reakce jako modré zbarvení s chloridem železa, dále se srážejí s alkaloidy, želatinou a dalšími proteiny. Je to jedna z možných definic, ale nezahrnuje všechny třísloviny. Další definice podle Griffitha zní, že třísloviny jsou makromolekulární fenolické látky a dělíme je do dvou hlavních skupin – na hydrolyzovatelné a kondenzované.
Existuje mnoho definic a dělení, avšak zatím se odborníci neshodli na jednom společném. Nejčastěji jsou třísloviny rozdělovány na hydrolyzovatelné a kondenzované.
Hydrolyzovatelné
Hydrolyzovatelné třísloviny se skládají ze sacharidů, na které je navázáno několik monomerních skupin kyseliny gallové esterifikací. Mohou být esterifikované jenom některé skupiny, nebo všechny, jako je to v případě tříslovin v duběnkách, které se hydrolyzují působením slabých kyselin, slabých bází nebo tepla. Hydrolyzovatelné třísloviny se vyskytují jenom v kůře dřeva nebo listů velmi specifických druhů dřevin. Dělíme je na dvě skupiny: gallotaniny od kyseliny gallové a ellagotaniny od kyseliny ellagové.
Kondenzované
Kondenzované třísloviny jsou tvořeny z flavanoidových prekurzorů, většinou jsou spojené ze dvou a více katechinových jednotek (nejčastěji mezi C-4 a C-8). Typický příklad kondenzovaných tříslovin jsou proanthokyanidiny. Kondenzované třísloviny jsou více rozšířené protože se vyskytují v běžném ovoci jako je hroznové víno, jablka a káva.
| Hydrolyzovatelné   | Hydrolyzovatelné    | Kondenzované | Kondenzované |
| ------------------ | ------------------- | ------------ | ------------ |
| - kyselina gallová | - kyselina ellagová | - flavon     | - katechin   |

## Využití
Třísloviny jsou využívány v mnoha odvětvích od historického vydělávání kůži přes potravinový průmysl a zdravotnictví.
Rostliny obsahující třísloviny jsou hojně využívány v přírodní medicíně (především v Japonsku a Číně) k léčbě průjmu, onemocnění trávicího traktu, k zástavě krvácení nebo jako diuretika. Mají antioxidační, protizánětlivý a antiseptický účinek.
Díky schopnosti tvořit ireverzibilně komplexy s bílkovinami lze třísloviny používat v léčbě bakteriálních infekcí. Dojde k reakci s bílkovinami stěny bakteriální buňky a tím je potlačena jakákoli další aktivita bakterií.
Vzhledem k vlastnosti vytvářet nerozpustné sraženiny s těžkými kovy a některými alkaloidy je lze využít jako antidotum při otravách.
Třísloviny a soli železa spolu vytváří tmavě modré až zeleno-černé rozpustné sloučeniny. Právě tímto způsobem je vyráběn duběnkový inkoust.
Hydrolyzovatelné třísloviny odvozené od kyseliny gallové využíváme jako potravinářská aditiva, přesněji jako čiřidla k prevenci vzniku bílkovinných zákalů ve víně, octu a pivu. Třísloviny odvozené od kyseliny ellagové našly využití také jako čiřidla a lze je nalézt v alkoholických nápojích zrajících v dubových sudech. 
Kondenzované třísloviny se využívají podobně jako hydrolyzovatelné, tedy jako potravinářská aditiva.

## Účinky
Třísloviny jsou známé hlavně pro své chuťové vlastnosti, které mohou být žádoucí i nežádoucí. Mezi žádoucí řadíme přiměřenou trpkost, které je využíváno u kávy, čaje, červeného vína a kakaa. U nápojů z kávy, čaje a kakaa můžeme trpkost snížit přidáním mléka, kde dojde k interakci mezi proteiny mléka a tříslovinami. O nežádoucích účincích hovoříme u trpkosti nezralého ovoce.
Proanthokyanidiny jsou v dnešní době diskutované kvůli jejich protizánětlivým a protialergickým účinkům. Strava, ve které je nadmíra taninů, může být pro člověka nevhodná z důvodu např. nižší využitelnosti bílkovin.

## Výskyt
Třísloviny se vyskytují v těchto čeledích rostlin:
- aktinidiovité
- březulovité
- bukovité
- dvojkřídláčovité
- javorovité
- ledvinovníkovité
- lilkovité
- meruzalkovité
- mimosoideae
- oreláníkovité
- orobincovité
- uzlencovité
- voďankovité
- vřesnovité
- vřesovcovité

Nejvíce zastoupenými jsou kondenzované třísloviny, které najdeme prakticky ve všech rostlinách a tvoří okolo 50 % sušiny listů.
Potravinářským zdrojem tříslovin jsou černý čaj (zejména katechiny a proanthokyanidiny), víno (především červené), ovoce (granátové jablko, kaki, brusinka, borůvka, jahoda), luštěniny, čokoláda, kakao, ořechy, pivo.